# Aiguamolls de Can Salvi
Els Aiguamolls de Can Salvi són uns petits aiguamolls artificials construïts al costat de la riera de Gallecs. Ocupen una superfície d'1,3 hectàrees i es localitzen dins l'espai agrícola de Gallecs al municipi de Mollet del Vallès a 90 metres d'altitud. La riera de Caganell, on es localitzen els aiguamolls, conserva una certa representació de vegetació de ribera tot i que alberedes i vernedes es troben fortament substituïdes pel plàtan i el canyar. A la riba de la bassa que conforma els aiguamolls s'hi troen també uns quants peus d'om així com lliri groc, boga i altres espècies associades a zones humides. Pel que fa a la fauna, la zona té importància històrica com a espai de pas i aturada d'aus migradores. Es poden observar diferents fringíl·lids i palmiformes.
La zona humida dels aiguamolls de Can Salvi va ésser una de les accions del pla de millora i protecció de la zona, amenaçada de construcció des del segle xx. Disposa d'un observatori d'ocells i algun rètol informatiu, un projecte que es va dur a terme gràcies a la col·laboració del Consorci de l'Espai Rural de Gallecs (ERG) i la Fundació Territori i Paisatge, de l'Obra Social de la Caixa de Catalunya. L'espai és molt més freqüentat d'ençà la instal·lació dels equipament mencionats anteriorment. Tot i així, la presència d'una tanca que impedeix l'accés a la bassa fa que, malgrat la pressió humana, hi puguem trobar espècies d'aus nidificants, com ara l'ànec collverd o la polla d'aigua.